# ウィリアム・アレクサンダー・キャンベル (政治家)
ウィリアム・アレクサンダー・キャンベル（William Alexander Campbell, 1873年3月31日 – 1934年9月6日）は、カナダの政治家。1909年から1917年までアルバータ州議会議員を務めた。アルバータ自由党に所属した。

## 政治経歴
キャンベルは1909年アルバータ州総選挙において、アルバータ州議会議員に初当選し、大量得票差で保守党候補ジョン・ジャクソンを破った。キャンベルは1913年アルバータ州総選挙において、無所属候補パーシヴァル・ベイカーおよび保守党候補ジョージ・ゴードンと争い、三つ巴の激戦を制して再選した。1917年アルバータ州総選挙では、保守党からチャールズ・カニンガムが対立候補として出馬し、キャンベルは接戦の末、31票差で3選を果たした。1921年アルバータ州総選挙ではパーシヴァル・ベイカーがキャンベルと再度激突、キャンベルはこの選挙で敗北した。